# HMS Gibraltar (1780)
HMS Gibraltar (1780) — 80-пушечный линейный корабль 3 ранга, бывший испанский Fenix. Четвертый корабль Королевского флота, названный в честь Гибралтара.

## Постройка
Испанский линейный корабль Real Fénix (нареченное имя San Alejandro) строился из красного дерева, вместе с однотипным Rayo, арсеналом в Гаване. Закончен в 1749 году, вооружен 80 пушками.

## В испанской службе
Как флагман генерал-лейтенанта Бенито Мария Спинола (исп. Benito María Spínola) прибыл в Испанию 8 июня 1750 года из Гаваны, с грузом монет и Наветренным батальоном. С роспуском Наветренной эскадры (исп. Armada-de-Barlovento) эти войска влились в региональные батальоны.
В апреле 1755 года прошел килевание в арсенале Каррака (исп. Carraca). Весной 1759 года в Кадисской бухте командование принял капитан Хуан де Лангара.
Под командованием капитана Гутьерра Вальдеса (исп. Gutierra Hevia у Valdés), в качестве флагмана генерал-лейтенанта Хуана Хосе Наварро, маркиза де-ла-Виктория (исп. Juan José Navarro, Marqués de la Victoria), вышел из Кадиса 29 августа 1759 года с флотом из 10 других кораблей, 2 фрегатов и 2 тартан в Неаполь, чтобы принять нового короля Карлоса III. 28 сентября пришел в итальянский порт, где к ним присоединились еще 4 испанских корабля и 1 неаполитанский. Король взошел на борт Fénix 7 октября и прибыл в Барселону 17 октября. По возвращении на родину, 13 декабря 1759 года Хуан Хосе Наварро был назначен главнокомандующим Военно-морским флотом. В январе 1762 года ему было приказано собрать в бухте Кадиса флот из 12 кораблей, 4 фрегатов и других помельче. В течение этого и следующего года, в ходе Семилетней войны против Англии, корабль был флагманом генерал-лейтенанта Реджио (исп. Reggio), сделал несколько походов в Средиземное море, Гибралтарский пролив и в Атлантический океан.
Между 1764 и 1765 годами прошел несколько ремонтов в арсенале Каррака, с сентября 1769 года разоружен, хотя формально оставался в командовании капитана Франциско Котьелла (исп. Francisco Cotiella).
В 1778 году на короткое время командование кораблем принял Феликс Игнасио де Техада (исп. Félix Ignacio de Tejada). 23 июня 1779 года, со вступлением Испании в войну за независимость Соединенных Штатов против Англии, был назначен капитан Франсиско Хавьер де Рохас и Мельгарехо (исп. Francisco Javier de Melgarejo y Rojas) в Кадисе, в составе эскадры генерал-лейтенанта Луиса де Кордоба и Кордова. В день объявления войны эскадра вышла из Кадиса назначением в Английский канал. 23 июля, на широте островов Сизаргас (Галисия), отряжен с эскадрой из 3 кораблей и 2 фрегатов на Азорские острова, командующий генерал-лейтенант Антонио де Ульоа, флагман Fénix, с задачей защищать испанское судоходство и противодействовать английской эскадре, о которой не было никаких известий.
Отряд Ульоа возвратился в Кадис 1 октября. Несколько дней спустя, 8 октября, эскадра снова готовится к выходу, в ответ на известия что формируется британская эскадра, для помощи осажденному Гибралтару. В конце октября Ульоа заменил бригадир Хуан де Лангара, так как Ульоа предстал перед военно-полевым судом. Суд нашел его невиновным.
Сильные западные ветра в конце ноября загнали эскадру де Лангара в Средиземном море, и ей пришлось зайти в Картахену для ремонта. 30 декабря он снова вышел в море и прошел пролив 2 января. Претерпев шторм еще раз, что отразилось на состоянии его отряда, 16 января 1780 года у мыса Сент-Винсент Лангара встретил британский флот под командованием Джорджа Родни. В этом бою, который британцы называют Битвой при лунном свете, Real Fénix был захвачен. На его борту в плен попали сам де Лангара и другие командиры.

## В британской службе
Взят в британскую службу, переименован в Gibraltar приказом Адмиралтейства от 20 марта 1780 года.
1780 — апрель-август, ремонт и обшивка медью в Плимуте; вступил в строй в феврале, капитан Джон Картер Аллен (англ. John Carter Allen); летом присоединился к флоту Дарби; в конце года капитан Уолтер Стирлинг (англ. Walter Stirling); 29 ноября ушел в Вест-Индию, в распоряжение Худа.
1781 — капитан Чарльз Начбулл (англ. Charles Knatchbull), флагман контр-адмирала Дрейка; 3 февраля был при о. Св. Евстафия; 29-30 апреля был при Форт-Ройял; в мае участвовал в попытке деблокировать Тобаго; в августе с вице-адмиралом Родни на борту вернулся в Англию; октябрь, ремонт в Плимуте по январь 1782.
1782 — январь, капитан Хикс (англ. T. Hicks), коммодор сэр Роджер Бикертон (англ. R. Bickerton); 6 февраля отправился в Ост-Индию; 20 июня участвовал в бою при Куддалоре.
1784 — ушел в Англию; июль, выведен в резерв и рассчитан; сентябрь, переведен в отстой.
1788 — февраль, средний ремонт в Плимуте по август 1790 года.
Участвовал во Французских революционных войнах.
1790 — возвращен в строй в мае, во время «испанского вооружения», капитан Самуэль Гудол (англ. Samuel Goodall).
1793 — повторно введен в строй в мае, капитан Томас Макензи (англ. Thomas Mackenzie); сентябрь, оснащение в Плимуте.
1794 — был при Первом июня в адмиральском дивизионе, потерял 2 человек убитыми, 12 ранеными; с августа капитан Джон Пакенхэм (англ. John Packenham).
1795 — 23 мая ушел в Средиземное море; 13 июля был в бою у Йерских островов.
1797 — январь, отослан в Англию для ремонта; февраль-апрель, исправление повреждений в Плимуте; с июля капитан Уильям Келли (англ. William Hancock Kelly), ушел в Средиземное море
1801 — март, в составе эскадры Уоррена, участвовал в преследовании Гантеома.
Участвовал в Наполеоновских войнах.
1803 — возвращен в строй в июне, капитан Джордж Ривз (англ. George Ryves); октябрь, мятеж.
1804 — июль, выведен в резерв и рассчитан.
1805 — июль, оснащение в Портсмуте (по март 1806 года); переведен во второй ранг; возвращен в строй в ноябре, капитан Марк Робинсон (англ. Mark Robinson), назначен в Средиземноморский флот.
1806 — капитан Уильям Люкин (англ. William Lukin), позже упомянут как Уиндхэм; затем капитан Уиллоби Лейк (англ. Willoughby Lake); 26 августа преследовал французский Le Vétéran.
1807 — с апреля капитан Джон Холидэй (John Halliday), Флот Канала.
1809 — капитан Генри Лидберд (англ. Henry Lidgbird); апрель, был на Баскском рейде; июнь, временный капитан Валентин Коллард (англ. Valentine Collard).
1810 — капитан Роберт Плампин (Robert Plampin), в Канале.
1812 — январь, капитан Джордж Скотт (англ. George Scott).
1813 — выведен в резерв; август-декабрь, превращен в плавучий пороховой склад в Плимуте.
Переделан в лазарет в сентябре 1824 года; поставлен в Милфорд-Хейвен.
Разобран в ноябре 1836 года в Пембрук-Док.